# Philip Game
Philip Woolcott Game (30 mars 1876 - 4 février 1961) est un officier général de la Royal Air Force, qui plus tard devient le vingt-sixième gouverneur de Nouvelle-Galles du Sud, en Australie, avant d'être nommé chef de la police métropolitaine de Londres (Commissioner of Police of the Metropolis). 

## Jeunesse et vie familiale
Philip Game est né à Streatham, dans le Surrey en Angleterre (aujourd'hui en Londres) le 30 mars 1876. Il était le fils de George Beale Game, un marchand de Broadway dans le Worcestershire et de son épouse Clara, née Vincent. Avant d'entrer dans l'armée, il a fait ses études à Charterhouse. En 1908, il épousa Margaret Hughes Gwendoline-Gibb. Ils eurent trois enfants, Philip (connu sous le nom de Bill), David et Rosemary.

## Militaire
Après sa formation à l'Académie royale militaire de Woolwich, il s'engagea dans l'armée britannique le 2 novembre 1895. Au début de la Première Guerre mondiale, il servit comme officier d'état-major et, au début de 1916, Games fut affecté au Royal Flying Corps à la demande de Hugh Trenchard qui avait besoin d'un officier d'état-major expérimenté pour servir dans son QG. Game fut ensuite transféré à la Royal Air Force (RAF) lors de sa création en 1918. En 1922, il fut promu au rang d'Air Vice-Marshal et nommé commandant de la RAF en Inde. L'année suivante, il prit le poste de responsable du personnel de l'Armée de l'air, poste qu'il devait occuper pendant plus de cinq ans, jusqu'à sa retraite de la RAF en 1929. 

## Gouverneur de Nouvelle-Galles du Sud

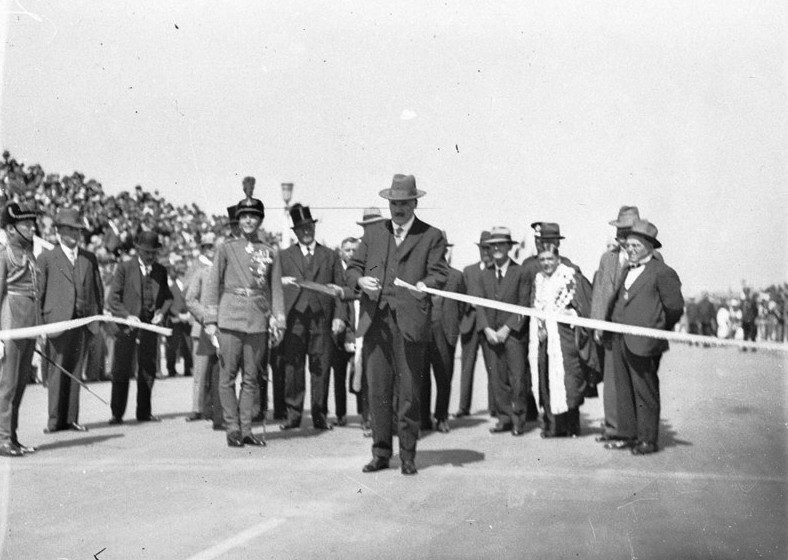
Inauguration du pont du port de Sydney

Il fut nommé gouverneur de Nouvelle-Galles du Sud en 1930, et resta à ce poste jusqu'en 1935. Avec le premier ministre Jack Lang, Game participa à l'inauguration officielle du pont du port de Sydney le 19 mars 1932, et il y prononça un discours. 
Lorsque le gouvernement fédéral australien de Joseph Lyons arriva au pouvoir en janvier 1932, il adopta le Financial Agreement Enforcement Act, obligeant le gouvernement de la Nouvelle-Galles du Sud à respecter ses engagements financiers et à réduire ses dépenses publiques, Jack Lang retira tous les fonds de l'État des banques fédérales de sorte que le gouvernement fédéral ne puisse plus avoir accès à l'argent. Le gouverneur informa Lang que, à ses yeux, cette action était illégale, et que si Lang ne revenait pas en arrière, il destituerait son gouvernement. Lang resta ferme, et proposa une motion de défiance contre Game. Le 13 mai 1932, Game destitua le gouvernement de Lang et nomma comme premier ministre le chef de l'UAP, Bertram Stevens. Stevens appela immédiatement à de nouvelles élections et le parti de Lang fut fortement désavoué.
Ce fut la seule fois où un gouvernement d'un État australien ayant la confiance de la chambre basse du Parlement fut destitué par un gouverneur jusqu'à ce que le gouverneur général Sir John Kerr destitue le gouvernement de Gough Whitlam le 11 novembre 1975.

## Autres années
À la fin de son mandat, Game retourna en Grande-Bretagne. Il fut affecté comme chef de la police de Londres de 1935 jusqu'en 1945. 
Sir Philip Game est décédé le 4 février 1961.